# Gare de Sallaumines
Gare de Sallaumines vasútállomás Franciaországban, Sallaumines településen.

## Vasútvonalak
Az állomást az alábbi vasútvonalak érintik:
- Lens-Don-Sainghin-vasútvonal

## Kapcsolódó állomások
A vasútállomáshoz az alábbi állomások vannak a legközelebb:
- Gare de Lens
- Gare de Loison